# Église Cor Jesu
L'église Cor Jesu, dite aussi église du Sacré-Cœur-de-Jésus ou église de Jésus-au-Jardin-des-Oliviers, est une église de Naples située via Amato di Montecassino, dans la zone de San Raffaele du quartier de Materdei (it). Elle se trouve entre l'église de la Concezione a Materdei et l'église San Raffaele.

## Histoire et description
C'est en 1872 que le Père Ludovic de Casoria (canonisé en 2014) acquiert l'école de jeunes filles de l'Immaculée-Conception et y instaure le nouveau siège de l'Opera degli Accattoncelli e delle Accattoncelle, fondée dix ans auparavant. L'église est terminée en 1886.
C'est une reconstruction de la fin du XIXe siècle sur le site de l'ancienne église de la Santissima Concezione al vico San Raffaele. L'édifice annexe, devenu aujourd'hui immeuble d'appartements, est un remaniement de l'ancienne école Principessa Clotilde, par les frères Arrigo (architecte) et Vincenzo (ingénieur) Marsiglia vers la fin des années 1970.
La façade de l'église s'articule en deux ordres: au milieu de l'ordre inférieur se trouve le portail, surmonté d'un arc néogothique avec un bas-relief figurant Jésus en agonie au jardin des Oliviers; l'ordre supérieur présente deux paires de petits piliers doriques avec une rosace centrale.
Une plaque de marbre sur la façade rapporte l'inscription suivante en latin, datée de 1885 :
« COR JESU IN AGONIA FACTUM
MISERERE MORIENTIUM
MDCCCLXXXV »
« Cœur agonisant de Jésus, ayez pitié des mourants »
L'intérieur possède plusieurs toiles d'attribution incertaine.

## Source de la traduction
- (it) Cet article est partiellement ou en totalité issu de l’article de Wikipédia en italien intitulé « Chiesa Cor Jesu » (voir la liste des auteurs).